# Nyanzapithecus vancouveringorum
Nyanzapithecus vancouveringorum es una especie extinta de primate catarrino perteneciente a la familia Proconsulidae que vivió durante el Mioceno en Kenia entre hace 18,5 y 17 millones de años. Es la especie tipo del género y fue descrita por Andrews en 1974 a partir del espécimen KNM-RU 2058, un fragmento mandibular izquierdo.